# غرانت ماكدوغال
غرانت ماكدوغال (بالإنجليزية: Grant MacDougall)‏ هو منافس ألعاب قوى أمريكي، ولد في 1910 في دولوث في الولايات المتحدة، وتوفي في 9 ديسمبر 1958 في كليفلاند في الولايات المتحدة.

## وصلات خارجية
- غرانت ماكدوغال على موقع أوليمبيديا (الإنجليزية)